# Maik Petzold
Maik Petzold (Bautzen, 11 augustus 1976), bijgenaamd Maiki en MP, is een professioneel Duits triatleet uit Saarbrücken. Hij nam eenmaal deel aan de Olympische Spelen, maar won bij die gelegenheid geen medailles.
Petzold deed mee in 2004 mee aan de Olympische Zomerspelen van Athene en behaalde een 19e plaats in een totaal tijd van 1:54.50,92. In datzelfde jaar won hij ook de ITU wereldbekerwedstrijd in Salford.
Naast triatleet is hij soldaat. Zijn vader Rainhard Petzold was een van de eerste triatleten van het voormalige Oost-Duitsland.

## Clubs
- 1994 - 1997: Bautzner LV Rot-Weiß 90
- 1998 - 2004: SG Adelsberg
- sinds 2005: Bautzner LV Rot-Weiß 90

## Belangrijke prestaties

### triatlon
- 1997: 12e EK junioren
- 1998: 14e EK junioren
- 1998: 21e WK junioren in Lausanne - 2:04.39
- 2000: 5e EK olympische afstand in Stein - 1:54.45
- 2001: 7e ITU wereldbekerwedstrijd in Toronto
- 2001: 4e ITU wereldbekerwedstrijd in Lausanne
- 2001: 16e ITU wereldbekerwedstrijd in St. Anthony
- 2001: 37e ITU wereldbekerwedstrijd in Rennes
- 2001: 16e EK olympische afstand in Karlovy Vary - 2:07.56
- 2001: 24e WK olympische afstand in Edmonton - 1:50.03
- 2002: 39e ITU wereldbekerwedstrijd in St. Anthony's
- 2002: 23e ITU wereldbekerwedstrijd in Hamburg
- 2002: 41e ITU wereldbekerwedstrijd in Tiszaujvaros
- 2002: 6e ITU wereldbekerwedstrijd in Nice
- 2002:  EK olympische afstand in Györ - 1:47.50
- 2002: 6e WK olympische afstand in Cancún - 1:51.45
- 2003: 21e ITU wereldbekerwedstrijd in Athene
- 2003: 12e ITU wereldbekerwedstrijd in Funchal
- 2003: 23e ITU wereldbekerwedstrijd in Madrid
- 2003: 5e ITU wereldbekerwedstrijd in St. Anthony's
- 2003: 18e WK olympische afstand in Queenstown - 1:57.02
- 2004:  ITU wereldbekerwedstrijd in Salford
- 2004: 7e ITU wereldbekerwedstrijd in Hamburg
- 2004: 4e EK olympische afstand in Valencia - 1:49.08
- 2004: 22e WK olympische afstand in Funchal - 1:43.20
- 2004: 19e Olympische Spelen in Athene - 1:54.50,92
- 2005: 14e WK olympische afstand in Gamagōri - 1:51.04
- 2006: 14e EK olympische afstand in Autun - 1:59.28
- 2006: 13e WK olympische afstand in Lausanne - 1:53.37
- 2007: 5e EK olympische afstand in Kopenhagen - 1:52.35
- 2008: 10e EK olympische afstand in Lissabon - 1:55.08
- 2008: 13e WK olympische afstand in Madrid - 1:50.51
- 2009: 4e ITU wereldbekerwedstrijd in Madrid - 1:52.31
- 2009:  ITU wereldbekerwedstrijd in Washington - 1:49.24
- 2009: 4e ITU wereldbekerwedstrijd in Kitzbühel - 1:43.36
- 2009: 6e ITU wereldbekerwedstrijd in Hamburg - 1:44.29
- 2009: 10e ITU wereldbekerwedstrijd in Yokohama - 1:46.35
- 2009: 4e ITU wereldbekerwedstrijd in Gold Coast - 1:45.25
- 2009:  WK olympische afstand (ITU wereldbeker overall) - 3442 p
- 2011: 17e WK sprintafstand in Lausanne - 53.14
- 2012: 35e WK sprintafstand in Stockholm - 56.47